# Phyllurus amnicola
Phyllurus amnicola (річковий листохвостий гекон) — вид геконоподібних ящірок родини Carphodactylidae. Ендемік Австралії.

## Поширення й екологія
Річкові листохвості гекони мешкають на берегах річок і струмків у районі гори Елліот у штаті Квінсленд, на території Національного парку Боулінг-Грін-Бей. Вони живуть серед скель і валунів на берегах струмків, на висоті від 400 до 1000 м над рівнем моря. Відкладають яйця.